# 仁兴镇 (澄迈县)
仁兴镇，是中华人民共和国海南省澄迈县下辖的一个乡镇级行政单位。

## 行政区划
仁兴镇下辖以下地区：
吴案村、岭仑村、拾村、松运村、四联村和美厚村。